# Evald Krygel
Evald Krygel, též Ewald Kryg(i)el (5. května 1914, Petřvald (okres Karviná) – 10. června 1965, Ostrava-Vítkovice) byl český evangelický duchovní a hudebník; působil v Českobratrské církvi evangelické a ve Slezské církvi evangelické a. v. Byl vydavatelem evangelického kancionálu (1947) a spoluautorem chorálníku k tomuto kancionálu.
V letech 1938–1940 působil jako katecheta v Moravské Ostravě. Ordinován byl 23. června 1940 ve Vsetíně. Následně působil jako vikář v Plzni a ve Vídni. Od roku 1945 byl pastorem sboru SCEAV v Třinci. Roku 1957 obhájil v Bratislavě doktorskou rozpravu na téma predestinace u Luthera a v raném luterství. Od roku 1959 byl náměstkem biskupa SCEAV.
Byl ženat s Věrou, roz. Ptaškovou.